# 垒壁阵增四
垒壁阵增四，即双鱼座20（20 Psc）是双鱼座的一个双星系统，视星等为+5.49，距离地球约317光年。
在被废弃的星座乌龟座中，双鱼座20是代表乌龟的头部。